# 马坊寺村
马坊寺村，中华人民共和国陕西省咸阳市武功县小村镇所辖的一个行政村。该行政村包含杜家堡、寺背后、韩家坎3个自然村。全行政村563户、人口2529人、分为14个村民小组。耕地面积1654亩。行政区划代码610431106236。